# Fauroux
Fauroux – miejscowość i gmina we Francji, w regionie Oksytania, w departamencie Tarn i Garonna.
Według danych na rok 1990 gminę zamieszkiwało 217 osób, a gęstość zaludnienia wynosiła 17 osób/km² (wśród 3020 gmin regionu Midi-Pireneje Fauroux plasuje się na 846. miejscu pod względem liczby ludności, natomiast pod względem powierzchni na miejscu 900.).